# Lilla fågel blå (musikalbum)
Lilla fågel blå är ett dubbelt samlingsalbum från 2009 med Staffan Hellstrand.
Spåren "Styr raketen upp i skyn", "Elektriska själar" och "Morgon i april" finns inte med på något annat album.

## Låtlista
Musik och text av Staffan Hellstrand där inget annat anges.

### CD 1
| Nr  | Titel                          | Längd | Ursprungligt album         | Notering                                 |
| --- | ------------------------------ | ----- | -------------------------- | ---------------------------------------- |
| 1.  | Lilla fågel blå                |       | Regn (1993)                |                                          |
| 2.  | Bilder av dig                  |       | Eld (1992)                 |                                          |
| 3.  | Romeo i Stocksund              |       | Elektriska gatan (2004)    |                                          |
| 4.  | Du går aldrig ensam            |       | Pascha Jims dagbok (1996)  | med The Nomads                           |
| 5.  | Fanfar                         |       | Pascha Jims dagbok (1996)  |                                          |
| 6.  | Din mästares röst              |       | Eld (1992)                 | med The Nomads                           |
| 7.  | Skogåsfjäril                   |       | Motljus (2006)             |                                          |
| 8.  | Vita hus & lila slätter        |       | Starsång (2001)            |                                          |
| 9.  | Precis som du är               |       | Pascha Jims dagbok (1996)  | med The Nomads                           |
| 10. | Liten pojk som alltid kraschar |       | Underbarn (1999)           |                                          |
| 11. | Styr raketen upp i skyn        |       | ny låt (2009)              |                                          |
| 12. | Klockorna                      |       | Den stora blå vägen (1991) |                                          |
| 13. | Kärlek & hat                   |       | Sot (1994)                 |                                          |
| 14. | Jag i underlandet              |       | Underland (1998)           |                                          |
| 15. | Spelmannen                     |       | liveinspelad (1996)        | musik: Ragnar Ågren, text: Dan Andersson |
| 16. | Kromad, svart                  |       | Underbarn (1999)           |                                          |

### CD 2
| Nr  | Titel                    | Längd | Ursprungligt album               | Notering                                                           |
| --- | ------------------------ | ----- | -------------------------------- | ------------------------------------------------------------------ |
| 1.  | Hela vägen hem           |       | Den stora blå vägen (1991)       |                                                                    |
| 2.  | Klockan slår sju i Sofia |       | Eld (1992)                       | med The Nomads                                                     |
| 3.  | Elektriska själar        |       | ny låt (2009)                    | musik: Staffan Hellstrand och Anders Lennartsson, text: Hellstrand |
| 4.  | Fel sida av vägen        |       | Underland (1998)                 |                                                                    |
| 5.  | Var kommer du ifrån?     |       | Sot (1994)                       | med Dogge Doggelito                                                |
| 6.  | Ingen ska få andas       |       | Pascha Jims dagbok (1996)        |                                                                    |
| 7.  | En sån där Viveka        |       | Socker & synder (2002)           |                                                                    |
| 8.  | 15-15-16                 |       | Socker & synder (2002)           |                                                                    |
| 9.  | Spökskepp                |       | Spökskepp (2007)                 | med Lars Winnerbäck                                                |
| 10. | Morgon i april           |       | ny låt (2009)                    |                                                                    |
| 11. | Tala om                  |       | Underbarn (1999)                 |                                                                    |
| 12. | Pascha Jim               |       | Pascha Jims dagbok (1996)        | med The Nomads                                                     |
| 13. | Det här är ingen sång    |       | Elektriska gatan (2004)          |                                                                    |
| 14. | Stackars, stackars mej   |       | Regn (1993)                      |                                                                    |
| 15. | Starsång                 |       | Starsång (2001)                  |                                                                    |
| 16. | Explodera                |       | Staffan Hellstrands bästa (2000) |                                                                    |

### Fotnoter
1. ↑  Information i Svensk mediedatabas.